# Patagonik Film Group
Patagonik Film Group est une société de production argentine ayant pour activité la production d’œuvres cinématographiques. La société contribue également à la production de films internationaux qui veulent filmer en Argentine. La société est également connue pour la création de ses effets visuels et pour ses animations par ordinateur. Parmi ses films d'animation, on compte Patoruzito, Cóndor Crux, la leyenda, El Mercenario, El Ratón Pérez et L'Arche de Noé.

## Historique
La société est créée en 1996 par Pablo Bossi, un producteur de films et de programmes de télévision. Bossi est le président de Patagonik Film Group. C'est la plus grande société de production d'Amérique latine. La société de production est codétenue par Disney, Telefónica de Argentina et Artear (es).
La société a entre autres été chargée de la production d'Evita d'Alan Parker, mais aussi du clip Love Don't Live Here Anymore de Madonna.
En 1997, Patagonik produit Ashes of Paradise, réalisé par Marcelo Piñeyro. Ce film aura eu un succès au box-office et a été élu meilleur film de fiction étrangères aux Prix Goya.
Patagonik Film Group a depuis lors produit plus de 30 longs métrages, parmi lesquels Les Neuf Reines de Fabián Bielinsky, qui a battu des records d'audience et qui a obtenu d'importantes récompenses dans le monde entier.
Depuis avril 2007, la Walt Disney Company et Canal 13 possèdent des parts importante dans la société et Pol-ka était dans le processus d'achat d'une participation majoritaire dans la société.

## Filmographie
- 1997 : Cenizas del paraíso
- 1997 : Dibu: La película
- 1997 : Sus ojos se cerraron y el mundo sigue andando
- 1998 : El Juguete rabioso
- 1998 : Dibu 2: La venganza de Nasty
- 1998 : Cohen vs. Rosi
- 2000 : Les Neuf Reines
- 2000 : Almejas y mejillones
- 2000 : Los Pintin al rescate
- 2000 : Apariencias
- 2000 : Una noche con Sabrina Love
- 2000 : Cóndor Crux, la leyenda
- 2001 : Le Fils de la mariée
- 2002 : Kamchatka
- 2002 : Valentín
- 2002 : Dibu 3
- 2002 : Apasionados
- 2002 : El último tren
- 2002 : El alquimista impaciente
- 2002 : No dejaré que no me quieras
- 2002 : Todas las azafatas van al cielo
- 2002 : Nowhere
- 2002 : En la ciudad sin límites
- 2003 : Ciudad del sol
- 2003 : Cleopatra
- 2003 : Vivir Intentando
- 2004 : Palermo Hollywood
- 2004 : Deuda
- 2004 : Peligrosa obsesión
- 2004 : Un Mundo menos peor
- 2004 : Patoruzito
- 2004 : Tellement proches !
- 2004 : The Whore and the Whale
- 2005 : El aura
- 2005 : El Tigre escondido
- 2005 : Hermanas
- 2006 : El Ratón Pérez
- 2006 : Patoruzito, la gran aventura
- 2006 : Remake
- 2007 : L'Arche de Noé
- 2008 : La Señal
- 2008 : Un novio para mi mujer
- 2010 : Igualita a mi
- 2010 : Retornos
- 2011 : El gato desaparece
- 2011 : Viudas
- 2012 : Extraños en la noche
- 2012 : Elefante blanco
- 2012 : Dos más dos
- 2024 : Sœurs de fortune (Las hermanas fantásticas)